# جوجة حيدر (بردسرة)
جوجة حیدر (بالفارسية: جوجه‌حیدر) هي مستوطنة تقع في إيران في قسم بردسرة الريفي. يقدر عدد سكانها بـ 869 نسمة .